# Hardcore Will Never Die, But You Will
Hardcore Will Never Die, But You Will. è il settimo LP della band scozzese Mogwai.
È stato pubblicato in Europa il 14 febbraio 2011 per la Rock Action Records, e il 15 febbraio negli USA per l'etichetta Sub Pop.

## Tracce
1. White Noise – 5:04 (Barry Burns)
2. Mexican Grand Prix – 5:18 (John Cummings, Luke Sutherland)
3. Rano Pano – 5:15 (Barry Burns)
4. Death Rays – 6:01 (Barry Burns)
5. San Pedro – 3:27 (John Cummings)
6. Letters to the Metro – 4:41 (Barry Burns)
7. George Square Thatcher Death Party – 4:00 (Stuart Braithwaite)
8. How to Be a Werewolf – 6:23 (Dominic Aitchison, Stuart Braithwaite)
9. Too Raging to Cheers – 4:30 (Barry Burns)
10. You're Lionel Richie – 8:29 (Dominic Aitchison)
11. Slight Domestic – 5.35 (traccia bonus per iTunes U.S.A.)